# Cheilopallene hirta
Cheilopallene hirta är en havsspindelart som beskrevs av Child, C.A. 1988. Cheilopallene hirta ingår i släktet Cheilopallene och familjen Callipallenidae. Inga underarter finns listade i Catalogue of Life.